# Нисибинская школа
Нисиби́нская школа, также Эдесско-Нисибийская академия (сир. ܐܣܟܘܠܐ ܕܢܨܝܒܝܢ) — древняя христианская богословская академия, возникшая в IV веке в Эдессе, а затем возобновлённая в городе Нисибис. Образцом для неё стала Антиохийская школа. Студенты школы изучали философию, теологию и медицину.
Курс обучения был трехлетним. Основное внимание уделялось толкованию Библии. Авторитетом пользовались толкования Феодора Мопсуэстийского.

## История
Точные время и обстоятельства основания школы неизвестны. Возможными основателями могли быть Ефрем Сирин и Киора (ок. 373—437), начавший работу по переводам произведений Феодора Мопсуестийского на сирийский язык.
Возможная история основания изложена у Нарсая. Согласно ему, Иаков Низибийский основал школу и поставил Ефрема в ней экзегетом. Когда Нисибин в 363 году перешёл к персам, Ефрем переселился в Эдессу. Школа находилась под покровительством епископов Эдессы. При епископе Иве Эдесском школа стала центром несторианства, хотя часть наставников были сторонниками оппонента Нестория, Кирилла Александрийского. После 457 года один из выпускников школы, Бар Саума, перебрался в Персию, где основал школу в Нисибисе. В школе Эдессы произошёл раскол и сторонники Нестория покинули Эдессу и перебрались к Бар Сауме в Нисибис. В 489 году школу в Эдессе закрыл император Зенон, и в Нисибис перебрались оставшиеся наставники с учениками. В начале VII века школа пришла в упадок.